# Fabrizio Pignatelli
Fabrizio Pignatelli (* 2. November 1659 in Montecorvino; † 12. Mai 1734 in Lecce) war ein italienischer Geistlicher und Bischof von Lecce.

## Leben
Er war der Sohn von Aniello Pignatelli, Fürst von Montecorvino, und dessen Frau Giovanna Brancia und ein Großneffe Papst Innozenz XII. (Antonio Pignatelli). 
Am 30. Januar 1696 erhielt er in Neapel, wo sein Onkel Kardinal Francesco Pignatelli 1703 Erzbischof wurde, das Diplom in utroque iure und am 12. bzw. 19. Februar die Weihen zum Subdiakonat und zum Diakonat. Am 25. Februar 1696 wurde er von Kardinal Giacomo Cantelmi, Erzbischof von Neapel, in dessen Privatkapelle zum Priester geweiht, mit Dimissorialschreiben des Ordinarius von Acerno. Ihm wurden die Abteien St. Benedikt in Salerno und St. Maria in Pattano sowie mehrere andere Pfründen übertragen.
Am 2. April 1696 wurde Fabrizio Pignatelli als Nachfolger seines Onkels Michele Pignatelli zum Bischof von Lecce erwählt. Die Bischofsweihe spendete ihm am 8. April 1696 der Erzbischof von Bologna, Kardinal Giacomo Boncompagni; Mitkonsekratoren waren Sperello Sperelli, Bischof von Terni, und Giovanni Battista Visconti Aicardi, Bischof von Novara. Am 30. April 1696 ließ er das Bistum durch einen Generalvikar in Besitz nehmen. Er selbst hielt seinen feierlichen Einzug erst am 19. Juli. 
In Lecce ließ Bischof Pignatelli das seit dem Konzil von Trient geforderte Priesterseminar errichten, mit dessen Bau sein Vorgänger 1694, kurz vor seinem Tod begonnen hatte. Aus dessen testamentarischem Vermächtnis wurde der Bau auch teilweise finanziert. Am 1. September 1709 wurde es feierlich eröffnet. Zunehmende Spannungen zwischen den kirchlichen und weltlichen Autoritäten, d. h. zwischen Bischof Pignatelli und dem Vizekönig Kardinal Vincenzo Grimani, der am 28. Mai 1710 die Konfiszierung der bischöflichen Einkünfte anordnete, bzw. nach dessen Tod 1710 mit dessen Nachfolger Borromeo Aresio, führten schließlich dazu, dass Pignatelli aus dem Königreich Neapel ausgewiesen wurde, was die vatikanischen Behörden als „gewaltsamen Missbrauch der zivilen Macht“ (violento abuso del potere civile) werteten. Am 11. November 1711, dem Tag seiner Abreise, verhängte Pignatelli das Interdikt über die Stadt und die gesamte Diözese und ging nach Rom ins Exil. Am 8. Dezember 1711 wurde er dort zum Weihbischof am päpstlichen Sitz ernannt. Acht Jahre lang blieben in Lecce die Kirchentüren verschlossen – nur die Jesuiten und einige andere Ordenspriester übten seelsorgerische Funktionen aus –, bis die vizekönigliche Regierung den unerträglich gewordenen Zustand schließlich am 15. März 1719 mit der Freigabe der bischöflichen Güter beendete.
Pignatelli kehrte am 24. April 1719 – von der Bevölkerung feierlich empfangen – nach Lecce zurück und hob als erste Amtshandlung das Interdikt auf. Der Konflikt zwischen der zivilen und der kirchlichen Autorität wurde erst 1750 endgültig beigelegt, als die 1710 umstrittenen Jurisdiktionsrechte wieder dem Bischofsstuhl übertragen wurden.